# Muscle oblique inférieur de l'œil
Ne doit pas être confondu avec Muscle petit oblique de l'abdomen.
Le muscle oblique inférieur du bulbe de l’œil ou muscle petit oblique de l'œil est un muscle oculomoteur squelettique situé près de la marge (c'est-à-dire le rebord de la cavité) antérieure de l'orbite.
Il est innervé par la branche inférieure du nerf occulomoteur III. Il est abducteur, élévateur et extorteur de l'œil. Il permet le regard vers le haut et le dehors. Cependant le muscle est testé cliniquement en regardant en haut et en dedans de façon à tester sa force.